# اکستون، همپشر
اکستون (به انگلیسی: Exton) یک روستا و محله مدنی در بریتانیا است که در وینچستر واقع شده‌است. اکستون ۲۳۰ نفر جمعیت دارد.